# Mazda Tennis Classic 1992
Mazda Classic 1992 — жіночий тенісний турнір, що проходив на відкритих кортах з твердим покриттям La Costa Resort and Spa в Сан-Дієго (США). Належав до турнірів 3-ї категорії в рамках Туру WTA 1992. Відбувсь учотирнадцяте і тривав з 24 до 30 серпня 1992 року. Друга сіяна Дженніфер Капріаті здобула титул в одиночному розряді й отримала 45 тис. доларів США.

## Фінальна частина

### Одиночний розряд
Дженніфер Капріаті —  Кончіта Мартінес, 6–3, 6–2

### Парний розряд
Яна Новотна /  Лариса Савченко-Нейланд —  Кончіта Мартінес /  Мерседес Пас, 6–1, 6–4